# Feel Good (série de televisão)
Feel Good é um programa de televisão britânico de comédia dramática criado por Mae Martin e Joe Hampson. O programa, composto por seis episódios, estreou seu primeiro episódio no Channel 4 do Reino Unido, em 18 de março de 2020. A Netflix foi a encaregada da distribuição internacional e lançou a temporada completa em 19 de março de 2020. Em 7 de dezmbro de 2020, a Netflix renovou o programa para a segunda e última temporada, que foi lançada em 4 de junho de 2021.

## Trama
O show segue o desenvolvimento do romance de George e Mae em Manchester. Mae (Mae Martin), uma comediante canadense (uma versão da própria vida pessoal de Mae Martin), conhece George (Charlotte Ritchie), uma reprimida mulher inglesa de classe média, no clube de comédia onde ela se apresenta. As duas começam a namorar e George descobre que Mae é uma ex-viciada em drogas. George incentiva Mae a comparecer a uma reunião de Narcóticos Anônimos, onde ela conhece outros adictos em recuperação, como Maggie, uma peculiar mulher de meia-idade que toma Mae sob sua proteção. Conforme a série avança, George se esforça para contar aos amigos e familiares sobre seu relacionamento com Mae.

## Elenco e personagens

### Principal
- Mae Martin é Mae
- Charlotte Ritchie é Georgina, "George"
- Lisa Kudrow é Linda, mãe de Mae

### Recorrente
- Phil Burgers é Phil, colega de apartamento de George
- Adrian Lukis é Malcom, pai de Mae
- Pippa Haywood é Felicity, mãe de George
- Ophelia Lovibond (1ª temporada) e Stephanie Leonidas (2ª temoprada) é Binky, melhor amiga de George
- Tom Durant Pritchard é Hugh, esposo de Binky
- Tobi Bamtefa é Nick
- Sophie Thompson é Maggie, madrinha de Mae na Narcóticos Anônimos ((NA)1ª temporada)
- Ritu Arya é Lava, filha de Maggie (1ª temporada)
- Ramon Tikaram é David, lider da ´NA (1ª temporada)
- Tom Andrews é Kevin, membro de NA (1ª temporada)
- Jordan Stephens é Elliott (2ª temporada)
- John Ross Bowie é Scott
- Anthony Head é o pai de Georgie

## Episódios
| Temporada | Temporada | Episódios | Episódios | Originalmente lançado |
| --------- | --------- | --------- | --------- | --------------------- |
|           | 1         | 6         | 6         | 18 de março de 2020   |
|           | 2         | 6         | 6         | 4 de junho de 2021    |

### 1ª temporada (2020)
| N.º na série | N.º na temp. | Título      | Dirigido por | Escrito por              | Exibição original   |
| --- | ------------ | ----------- | ------------ | ------------------------ | ------------------- |
| 1 | 1            | "Episode 1" | Ally Pankiw  | Joe Hampson e Mae Martin | 18 de março de 2020 |
| Mae embarca em um elacionamento intenso com George, uma ex-hétero. Só que as duas escondem detalhes importantes da vida.                                           |              |             |              |                          |                     |
| 2 | 2            | "Episode 2" | Ally Pankiw  | Joe Hampson e Mae Martin | 18 de março de 2020 |
| George vai a um casamento sozinha e começa a ver seu relacionamento sob nova perspectiva. Mae se mantém cupada para não surtar.                                    |              |             |              |                          |                     |
| 3 | 3            | "Episode 3" | Ally Pankiw  | Joe Hampson e Mae Martin | 18 de março de 2020 |
| George continua a esconder dos amigos seu relacionamento com Mae, comportamento que afeta a vida sexual do casal. A filha de Maggie pede um conselho para Mae.     |              |             |              |                          |                     |
| 4 | 4            | "Episode 4" | Ally Pankiw  | Joe Hampson e Mae Martin | 18 de março de 2020 |
| Em Blackpool, Mae tenta se redimir com os pais, mas sua mãe não quer falar sobre o passado. George se sente insegura.                                              |              |             |              |                          |                     |
| 5 | 5            | "Episode 5" | Ally Pankiw  | Joe Hampson e Mae Martin | 18 de março de 2020 |
| Mae escuta os conselhos de um comediante experiente e decide ser o mais sincera possível. Só que as coisas não saem como o esperado.                               |              |             |              |                          |                     |
| 6 | 6            | "Episode 6" | Ally Pankiw  | Joe Hampson e Mae Martin | 18 de março de 2020 |
| Depois de um vídeo viralizar, Mae fica cada vez mais famosa. Ainda assim, sua vida vai de mal a pior. George confronta uma aluna que fez um comentário homofóbico. |              |             |              |                          |                     |

### 2ª temporada (2021)
| N.º na série | N.º na temp. | Título      | Dirigido por | Escrito por              | Exibição original  |
| --- | ------------ | ----------- | ------------ | ------------------------ | ------------------ |
| 7 | 1            | "Episode 1" | Luke Snellin | Joe Hampson e Mae Martin | 4 de junho de 2021 |
| No Canadá, Mae passa um tempo em um centro de reabilitação e se reconecta com uma pessoa do passado. Desanimada, Georgie procura um sentido para a vida sem Mae. |              |             |              |                          |                    |
| 8 | 2            | "Episode 2" | Luke Snellin | Joe Hampson e Mae Martin | 4 de junho de 2021 |
| Ao voltar à Inglaterra, Mae fica devastada ao saber que George seguiu em frente e tenta manter uma amizade platônica, mas o resultado é desastroso.              |              |             |              |                          |                    |
| 9 | 3            | "Episode 3" | Luke Snellin | Joe Hampson e Mae Martin | 4 de junho de 2021 |
| Um jantar constrangedor com os velhos amigos de George acaba em conflito depois que Mae recebe um telefonema perturbador e se desentende com Binky.              |              |             |              |                          |                    |
| 10 | 4            | "Episode 4" | Luke Snellin | Joe Hampson e Mae Martin | 4 de junho de 2021 |
| Mae não vê a hora de ir a um programa de TV para expor o comportamento sexualmente inadequado de um astro. Mas George e Phil têm suas dúvidas.                   |              |             |              |                          |                    |
| 11 | 5            | "Episode 5" | Luke Snellin | Joe Hampson e Mae Martin | 4 de junho de 2021 |
| Magoada, Mae se afasta de todos e começa a fazer shows de stand-up na sala de casa. George tenta encontrar o próprio espaço.                                     |              |             |              |                          |                    |
| 12 | 6            | "Episode 6" | Luke Snellin | Joe Hampson e Mae Martin | 4 de junho de 2021 |
| Mae, George e Phil vão a Toronto, onde Mae pretende encarar o passado de peito aberto. Lá, ela enfrenta vários desafios, inclusive a interfêrencia dos pais.     |              |             |              |                          |                    |

## Recepção
No IMDb, a nota média das duas temporadas somadas é de 7.5, com base em 5736 avaliações. No Rotten Tomatoes, a primeira temporada recebeu uma taxa de aprovação de 100%, baseada nas avaliações de 41 críticos. As duas temporadas da série receberam boas críticas de sites como Omelete e CinePOP, elogiando principalmente o roteiro do programa.